# (200047) 2007 UB130
(200047) 2007 UB130 es un asteroide perteneciente al cinturón de asteroides, descubierto el 17 de octubre de 2007 por el equipo del Mount Lemmon Survey desde el Observatorio del Monte Lemmon, Arizona, Estados Unidos.

## Designación y nombre
Designado provisionalmente como 2007 UB130.

## Características orbitales
2007 UB130 está situado a una distancia media del Sol de 3,149 ua, pudiendo alejarse hasta 3,551 ua y acercarse hasta 2,746 ua. Su excentricidad es 0,127 y la inclinación orbital 4,027 grados. Emplea 2041,34 días en completar una órbita alrededor del Sol.

## Características físicas
La magnitud absoluta de 2007 UB130 es 15,6. Tiene 6,299 km de diámetro y su albedo se estima en 0,026.